# Changzheng, Shanghai
Changzheng (kinesiska:长征) är en köping i Kina. Den ligger i storstadsområdet Shanghai, i den östra delen av landet, nära eller i den centrala stadskärnan.   År 2014 bröts en del av köpingen ut och bildade stadsdelsdistriktet Wanli. 